# Cladonota machinula
Cladonota machinula är en insektsart som beskrevs av Gustav Breddin. Cladonota machinula ingår i släktet Cladonota och familjen hornstritar. Inga underarter finns listade i Catalogue of Life.